# La Croix des vivants
Pour plus de détails, voir Fiche technique et Distribution.
La Croix des vivants est un film franco-belge réalisé par Yvan Govar et sorti en 1962.

## Synopsis
Yan revient dans son village des Flandres après avoir purgé une peine de prison pour un crime qu’il n’a pas commis. Il ne trouve qu’animosité à l’exception de l’accueil amical que lui témoignent deux amis d’enfance, les frères Gus et Sylvain Van Dorneck. Ils lui procurent un emploi à la direction de la scierie familiale. Mais la compagne de Gus, Maria, au charme ravageur, va déclencher une tempête de haine et de fureur en s’éprenant passionnément de Yan.

## Fiche technique
- Titre : La Croix des vivants
- Titre néerlandais : Het Kruis der levenden
- Titre original : La Croix des vivants
- Réalisation : Yvan Govar
- Assistants réalisateur : Serge Piollet et Joseph Drimal
- Scénario : Alain Cavalier, Christine Dumontier et Jean-Claude Dumontier
- Dialogues : Maurice Clavel
- Musique : Serge Nigg
- Photographie : André Bac
- Son : Antoine Archimbaud
- Décors : Léon Barsacq
- Montage : Paul Cayatte, Nicole Cayatte et Françoise Diot
- Pays de production :  Belgique -  France
- Langue de tournage : français
- Année de tournage : 1960
- Producteurs : Yvan Govar et Jean-Claude Dumontier
- Société de production : Christina Films
- Société de distribution : Warner Bros
- Format : noir et blanc — son monophonique — 35 mm
- Genre : drame
- Durée : 90 minutes
- Date de sortie : France - 25 juillet 1962

## Distribution
- Karlheinz Böhm : Gus Van Dorneck, le fils de la châtelaine, qui vit avec Maria
- Pascale Petit : Maria, une jeune veuve indocile et provocante
- Giani Esposito : Yan, un jeune homme accusé d'un crime qu'il n'a pas commis
- Madeleine Robinson : Mme Van Dorneck, la châtelaine du bourg, mère de Gus et de Sylvain
- Alain Cuny : le baron Von Eggerth
- Gabriele Ferzetti : l'abbé Delcourt, le curé du village
- Roger Dumas : Sylvain Van Dorneck, le frère de Yan
- Marika Green : Gretel
- Jacques Richard : Franz, le garagiste du village, farouchement hostile à Yan
- Marie Dubois : Gisèle
- Christine Darvel : Nell, la femme de Franz, amoureuse depuis toujours de Gus
- Max de Rieux : Karl
- Jacky Blanchot
- Michel Risbourg
- Tony Buller
- Marc Robert
- Guy-Louis Duboucheron
- Daniel Royan